# برج ایبردرولا
برج ایبردرولا (باسکی: Iberdrola dorrea) یک آسمان‌خراش واقع در بیلبائو، اسپانیا است. ساخت آن در ۱۹ مارس ۲۰۰۹ آغاز و به‌طور رسمی در ۲۱ فوریهٔ ۲۰۱۲ توسط خوآن کارلوس اول اسپانیا افتتاح شد. ارتفاع این برج ۱۶۵ متر (۵۴۱ فوت) و دارای ۴۰ طبقه است. هشت طبقهٔ نخست این برج، متعلق به هتل زنجیره‌ای اسپانیا، ABBA بود؛ اما در نهایت این پروژه لغو و با یک سالن کنفرانس با ظرفیت ۲۰۰ نفر جایگزین شد. سایر طبقات این برج، دارای کارکردهای اداری می‌باشد.